# Clonaria inconspicua
Clonaria inconspicua är en insektsart som först beskrevs av Brunner von Wattenwyl 1907.  Clonaria inconspicua ingår i släktet Clonaria och familjen Diapheromeridae. Inga underarter finns listade i Catalogue of Life.